# Koritno (Bled, Slovenija)
Koritno je naselje u slovenskoj Općini Bledu. Koritno se nalazi u pokrajini Gorenjskoj i statističkoj regiji Gorenjskoj. 

## Stanovništvo
Prema popisu stanovništva iz 2002. godine naselje je imalo 222 stanovnika.